# Abelino
Abelino (russisch Абелино, deutsch Adamsheide) ist eine Siedlung in der russischen Oblast Kaliningrad. Sie gehört zur kommunalen Selbstverwaltungseinheit Munizipalkreis Osjorsk im Rajon Osjorsk.

## Geographische Lage
Abelino liegt 25 Kilometer westlich der Rajonstadt Osjorsk (Darkehmen/Angerapp) an der Kommunalstraße 27K-115 von Opotschenskoje (Groß Skirlack) nach Luschki (Tarputschen/Sauckenhof).
Vor 1945 war Adamsheide Bahnstation an der Strecke Insterburg (seit 1946: Tschernjachowsk) – Nordenburg (Krylowo) der Insterburger Kleinbahnen, die nicht mehr in Betrieb ist.

## Geschichte
Adamsheide war im Jahr 1818 ein Gutsdorf mit 89 Einwohnern. Bis 1863 kletterte ihre Zahl auf 132.
Am 6. Mai 1874 wurde Adamsheide Verwaltungssitz und namensgebender Ort eines neu eingerichteten Amtsbezirks im Kreis Darkehmen. Im Jahr 1905 wohnten in Adamsheide 108, 1925 101 Menschen.
Im Jahre 1928 wurden der Gutsbezirk Adamsheide, die Landgemeinde Babbeln (nicht mehr existent) sowie die Gutsbezirke Louisianna (1938–1945 Luisenpark, russisch nach 1945: Maloje Belabino, nicht mehr existent), Friedrichsfelde (russisch nach 1945: Chmeljowo, nicht mehr existent) und Sonnenberg (heute russisch: Pawlowo) zur neuen Landgemeinde Adamsheide zusammengefasst. In dem so erweiterten Ort kletterte die Einwohnerzahl auf 245 im Jahre 1933 und stieg bis 1939 auf 260.
Im Januar 1945 wurde (das eigentliche) Adamsheide von der Roten Armee besetzt. Die neue Polnische Provisorische Regierung ging zunächst davon aus, dass der Ort mit dem gesamten Kreis Darkehmen (Angerapp) unter ihre Verwaltung fallen würde. Im Potsdamer Abkommen (Artikel VI) von August 1945 wurde die neue sowjetisch-polnische Grenze aber unabhängig von den alten Kreisgrenzen anvisiert, wodurch er unter sowjetische Verwaltung kam. Die polnische Umbenennung des Ortes in Adamowo im November 1946 wurde (vermutlich) nicht mehr wirksam. Im November 1947 erhielt der Ort (fälschlicherweise als Adamsfelde) den russischen Namen Abelino und wurde gleichzeitig dem Dorfsowjet Nekrassowski selski Sowet im Rajon Osjorsk zugeordnet. Von 2008 bis 2014 gehörte Abelino zur Landgemeinde Nowostrojewskoje selskoje posselenije, von 2015 bis 2020 zum Stadtkreis Osjorsk und seither zum Munizipalkreis Osjorsk.

### Amtsbezirk Adamsheide 1874–1945
Zwischen 1874 und 1945 war Adamsheide Verwaltungssitz des nach ihm benannten Amtsbezirks, zu dessen „Gründergemeinden“ zehn Landgemeinden bzw. Gutsbezirke gehörten:
| Deutscher Name                                    | Russischer Name nach 1945 | Bemerkungen                                       |
| ------------------------------------------------- | ------------------------- | ------------------------------------------------- |
| Landgemeinden:                                    |                           |                                                   |
| Babbeln                                           |                           | 1928 in die Landgemeinde Adamsheide eingegliedert |
| Daubischken, seit 1938: Kleinkreuzhausen          | Wischnjowy                | 1911 in den Amtsbezirk Tarputschen umgegliedert   |
| Szidlack, ab 1936: Schidlack, ab 1938: Schiedelau | Belabino                  |                                                   |
| Gutsbezirke:                                      |                           |                                                   |
| Adamsheide                                        | Abelino                   | 1928 in eine Landgemeinde umgewandelt             |
| Ernsthof                                          | Ogorodnoje                | 1928 in die Landgemeinde Rogalwalde eingegliedert |
| Friedrichsfelde (Kirchspiel Karpowen)             | Chmeljowo                 | 1928 in die Landgemeinde Adamsheide eingegliedert |
| Julienfelde                                       | Jurjewo                   | 1911 in den Amtsbezirk Tarputschen umgegliedert   |
| Neuwalde                                          |                           | 1928 in die Landgemeinde Szidlack eingegliedert   |
| Rogalwalde                                        | Pogranitschny             | 1928 in eine Landgemeinde umgewandelt             |
| Sonnenberg                                        | Pawlowo                   | 1928 in die Landgemeinde Adamsheide eingegliedert |

Am 1. Januar 1945 bestand der Amtsbezirk Adamsheide noch aus den drei Gemeinden Adamsheide, Rogalwalde und Schiedelau.

## Kirche
Mit seiner überwiegend evangelischen Bevölkerung war Adamsheide bis 1945 in das Kirchspiel Karpowen (1938–1946 Karpauen, seit 1946: Nekrassowo) eingepfarrt und gehörte zum Kirchenkreis Darkehmen (1938–1946 Angerapp) in der Kirchenprovinz Ostpreußen der Kirche der Altpreußischen Union. Letzter deutscher Geistlicher war Pfarrer Ernst Salkowski.
Während der Zeit der Sowjetunion war alles kirchliche Leben eingeschränkt. Erst in den 1990er Jahren entstanden in der seit 1991/92 russischen Oblast Kaliningrad neue evangelische Gemeinden. Abelino liegt im Einzugsbereich der Gemeinde in Tschernjachowsk (Insterburg), die zur Propstei Kaliningrad in der Evangelisch-Lutherischen Kirche Europäisches Russland (ELKER) gehört.